# Kępa Gostecka
Kępa Gostecka (prononciation [ˈkɛmpa ɡɔsˈtɛt͡ska]) est un village de la gmina de Łaziska du powiat d'Opole Lubelskie dans la voïvodie de Lublin, située dans l'est de la Pologne.
Il se situe à environ 7 kilomètres à l'ouest de Łaziska (siège de la gmina), 13 kilomètres à l'ouest d'Opole Lubelskie (siège du powiat) et 56 kilomètres à l'ouest de Lublin (capitale de la voïvodie).
Le village possédait approximativement une population de 340 habitants en 2009.

## Histoire
De 1975 à 1998, la ville est attachée administrativement à l'ancienne Voïvodie de Radom.

Depuis 1999, elle fait partie de la gmina de Solec nad Wisłą de la voïvodie de Mazovie.

À partir de 2005, le village intègre la voïvodie de Lublin.